# Racopilum crinitum
Racopilum crinitum är en bladmossart som beskrevs av Georg Ernst Ludwig Hampe 1870. Racopilum crinitum ingår i släktet Racopilum och familjen Racopilaceae. Inga underarter finns listade i Catalogue of Life.